# GTT
- 'GTT là từ viết tắt của cụm từ Global Title Translation (giao thức dịch nhãn toàn cầu), được sử dụng trong hệ thống báo hiệu số 7 (SS7).
- Một nhãn toàn cầu (GT) là một địa chỉ được sử dụng trong giao thức SCCP (giao thức thuộc hệ thống báo hiệu SS7) để định tuyến các bản tin báo hiệu trong các mạng viễn thông.

## Tổng quan
GT trong mạng PSTN tương tự như tên máy chủ (Hostname) trong mạng Internet. 